# ميكي بنينج
ميكي بنينج (بالإنجليزية: Micky Benning)‏ هو لاعب كرة قدم بريطاني، ولد في 3 فبراير 1938 في Croxley Green ‏ في المملكة المتحدة. لعب مع نادي كامبريدج ستي ونادي لوتون تاون ونادي واتفورد.